# Glossosoma conforme
Glossosoma conforme is een schietmot uit de familie Glossosomatidae. De soort komt voor in het Palearctisch gebied.